# Edward, Duke of Kent and Strathearn

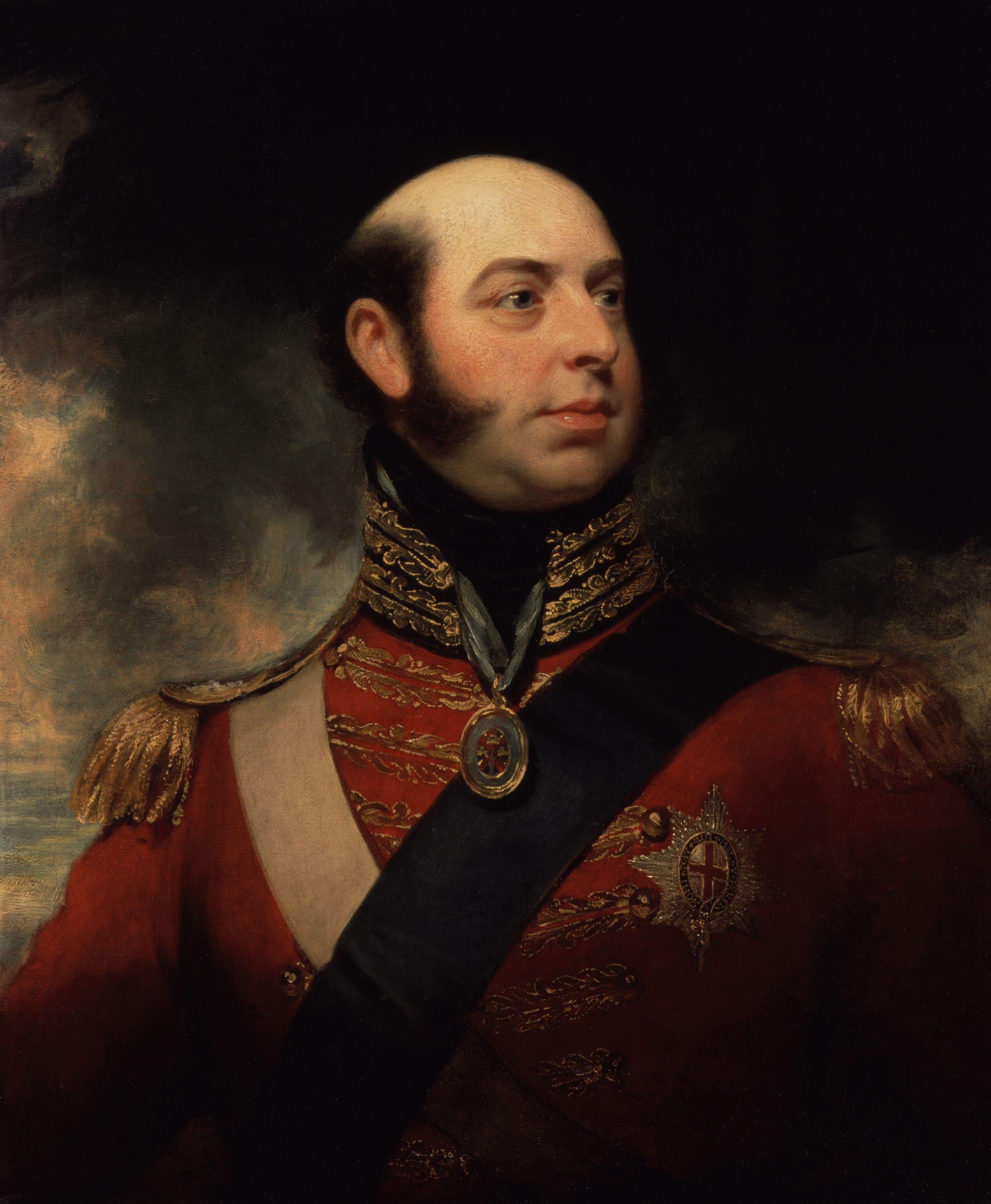
Edward, Duke of Kent and Strathearn

Wappen des Edward, Duke of Kent and Strathearn

Prince Edward Augustus, Duke of Kent and Strathearn KG KP GCB GCH PC (* 2. November 1767 in London; † 23. Januar 1820 in Sidmouth, Devon) war ein britischer Prinz aus dem Haus Hannover und der Vater Königin Victorias.

## Militärische Laufbahn
Edward wurde 1767 in Buckingham House als vierter Sohn von König Georg III. von Großbritannien, Irland und Hannover, und von Königin Charlotte geboren. 1776 wurde die heute zu Südafrika gehörende Prinz-Edward-Insel nach ihm benannt.
Edward wurde von Privatlehrern erzogen. 1783 schlug ihn sein Vater zum Knight Companion des neugegründeten Order of St. Patrick. Von 1785 begann er in Lüneburg eine Offiziersausbildung als Kadett der Gardeinfanterie der Kurhannoverschen Armee. 1786 erhielt er den Brevet-Rang eines Colonel der British Army. Im selben Jahr wurde er nach Hannover versetzt und als Knight Companion in den Hosenbandorden aufgenommen. 1788 ging er in die Republik Genf, wo er 1789 seine militärische Ausbildung abschloss. Im April 1789 erhielt er das Amt des Colonel of the Regiment des 7th Regiment of Foot (Royal Fuzileers) und hatte dieses bis 1801 inne. Den Dienstposten eines kurhannoverschen Obersten lehnte er ab und entfernte sich im Januar 1790 unerlaubt von der Truppe, um nach England zurückzukehren. Sein Vater versetzte ihn daraufhin als einfachen Offizier zum Garnisonsdienst in Gibraltar.
1791 ließ er sich nach Québec versetzen. 1793 wurde er zum Major-General befördert und zeichnete sich 1794 bei der Eroberung der französischen Karibikinseln Martinique und St. Lucia aus. Für seine dortigen Leistungen wurde er mentioned in despatches und erhielt den Dank des Parlaments ausgesprochen, jedoch lehnte sein Vater seinen Wunsch nach Versetzung in die Heimat ab, und versetzte ihn ins britische Flottenhauptquartier für Nordamerika in Halifax, Nova Scotia. Im Januar 1796 wurde er zum Lieutenant-General befördert, doch erst nachdem er sich bei einem Sturz vom Pferd verletzt hatte, wurde ihm die Heimkehr nach England gestattet, wo er im November 1798 eintraf. An seine Dienstzeit in Nordamerika erinnert die Namensgebung der Insel Prince Edward Island, die 1799 nach ihm benannt wurde.
Zurück in England verlieh ihm sein Vater am 24. April 1799 die britischen Adelstitel Duke of Kent und Duke of Strathearn sowie den irischen Adelstitel Earl of Dublin. Im Mai 1799 wurde er zum General befördert und im Juli 1799 zum Oberbefehlshaber der britischen Truppen in Nordamerika ernannt, obgleich er diesen Dienstposten bereits im Folgejahr aufgab.
Im März 1802 wurde er als Gouverneur nach Gibraltar entsandt, mit dem ausdrücklichen Befehl die Disziplin der dort stationierten Garnisonstruppen wiederherzustellen. Sein strenger Führungsstil provozierte jedoch eine Meuterei, die er mit aller Härte niederschlagen ließ. Er ließ drei Rädelsführer erschießen und einen weiteren, Sergeant Benjamin Armstrong, zu Tode peitschen. Daraufhin wurde Edward im Mai 1803 dort abgezogen, blieb aber formal bis zu seinem Tode weiter Gouverneur. Er wurde am 5. September 1805 zum Field Marshal befördert, musste jedoch akzeptieren, dass er am 5. November 1805 auf den bedeutungslosen Dienstposten als Wildhüter (Keeper and Paler) von Hampton Court versetzt wurde und kein aktives Kommando der Army mehr erhielt.

## Heirat
Edward blieb unverheiratet, bis die Frage der britischen Thronfolge im November 1817 durch den Tod der Enkelin von König Georg III., Charlotte Auguste, die zu der Zeit an zweiter Stelle der Thronfolge stand, wieder offen war. Der Thronfolger Georg selbst hatte keine weiteren Kinder, sein Bruder Wilhelm und die weiteren Geschwister hatten ebenfalls keine legitimen Nachkommen.
Edward hatte aus unehelichen Beziehungen mindestens zwei illegitime Kinder, nämlich Adelaide Victoire Auguste (1789–nach 1832), deren Mutter Adelaide Dubus († 1789), im Kindbett starb, und Edward Schencker Scheener (1789–1853), dessen Mutter Anne Gabrielle Alexandrine Moré war. Seit 1790 lebte Edward mit seiner französischen Geliebten Julie de Saint-Laurent zusammen. Er dachte jedoch schon lange über eine Eheschließung mit einer passenden Kandidatin nach, um seine angespannte finanzielle Lage zu verbessern.
Am 29. Mai 1818 heiratete Edward in Coburg die verwitwete Fürstin Victoire von Leiningen, geborene Prinzessin von Sachsen-Coburg, die bereits zwei Kinder hatte. Beide wohnten 1818/19 in einem Palais der Fürsten von Leiningen, dem Thalheimschen Haus in Eberbach am Neckar. Am 24. Mai 1819 wurde das einzige Kind aus dieser Verbindung, Alexandrina Victoria, geboren. Zu diesem Ereignis war das Paar eigens nach Großbritannien gereist, da Edward Wert darauf legte, dass das Kind – als wahrscheinlicher Thronfolger – in Großbritannien geboren würde. Für diese Reise und die standesgemäße Ausstattung der Räume im Kensington Palace, wo das Kind schließlich zur Welt kam, verschuldete sich der Duke noch tiefer.
Das Ehepaar lebte bis zum Tod des Dukes im Anwesen Woolbrook Cottage in Sidmouth an der Küste von Devon relativ bescheiden. Grund hierfür war die Tatsache, dass der Duke erhebliche finanzielle Verbindlichkeiten hatte, da das Parlament entgegen seinen Erwartungen auch nach seiner Eheschließung seine Apanage nicht erhöht hatte. Seine Schulden sollten erst 1839, lange nach seinem Tod, von seiner Tochter vollständig beglichen werden (jeder Zahlungsempfänger erhielt außerdem einen silbernen Teller von Victoria).
Edward starb am 23. Januar 1820 in Woolbrook Cottage an einer Lungenentzündung und wurde am 11. Februar in der St George’s Chapel in Windsor Castle begraben. Edwards Adelstitel erloschen mit seinem Tod. Zwar starb Edward vor seinem Vater und seinen drei älteren Brüdern, da aber keiner von ihnen legitime Nachkommen hatte, wurde seine Tochter Victoria nach dem Tod Wilhelms IV. Königin.

## Ahnentafel
| Ahnentafel Edward, Duke of Kent and Strathearn | Ahnentafel Edward, Duke of Kent and Strathearn                                            | Ahnentafel Edward, Duke of Kent and Strathearn                                                                 | Ahnentafel Edward, Duke of Kent and Strathearn                                                                          | Ahnentafel Edward, Duke of Kent and Strathearn                                                                      | Ahnentafel Edward, Duke of Kent and Strathearn                                                                          | Ahnentafel Edward, Duke of Kent and Strathearn                                                                               | Ahnentafel Edward, Duke of Kent and Strathearn                                                                         | Ahnentafel Edward, Duke of Kent and Strathearn                                                                         |
| ---------------------------------------------- | ----------------------------------------------------------------------------------------- | --- | --- | --- | --- | --- | --- | --- |
| Urur- groß- eltern                             | König Georg I. (1660–1727) ⚭ 1682 Sophie Dorothea von Braunschweig-Lüneburg (1666–1726)   | Markgraf Johann Friedrich von Brandenburg-Ansbach (1654–1686) ⚭ 1681 Eleonore von Sachsen-Eisenach (1662–1696) | Herzog Friedrich I. von Sachsen-Gotha-Altenburg (1646–1691) ⚭ 1669 Magdalena Sibylle von Sachsen-Weißenfels (1648–1681) | Fürst Karl Wilhelm von Anhalt-Zerbst (1652–1718) ⚭ 1676 Sophia von Sachsen-Weißenfels (1654–1724)                   | Herzog Adolf Friedrich I. von Mecklenburg (1588–1658) ⚭ 1635 Marie Katharina von Braunschweig-Dannenberg (1616–1665)    | Fürst Christian Wilhelm von Schwarzburg-Sondershausen (1647–1721) ⚭ 1673 Antonie Sibylle von Barby und Mühlingen (1641–1684) | Herzog Ernst von Sachsen-Hildburghausen (1655–1715) ⚭ 1680 Sophia Henriette von Waldeck (1662–1702)                    | Graf Georg Ludwig I. von Erbach-Erbach (1643–1693) ⚭ 1664 Gräfin Amalia Katharina von Waldeck-Eisenberg (1640–1697)    |
| Ur- groß- eltern                               | König Georg II. (1683–1760) ⚭ 1705 Caroline von Brandenburg-Ansbach (1683–1737)           | König Georg II. (1683–1760) ⚭ 1705 Caroline von Brandenburg-Ansbach (1683–1737)                                | Herzog Friedrich II. von Sachsen-Gotha-Altenburg (1676–1732) ⚭ 1696 Magdalena Augusta von Anhalt-Zerbst (1679–1740)     | Herzog Friedrich II. von Sachsen-Gotha-Altenburg (1676–1732) ⚭ 1696 Magdalena Augusta von Anhalt-Zerbst (1679–1740) | Herzog Adolf Friedrich II. von Mecklenburg-Strelitz (1658–1708) ⚭ 1705 Emilie von Schwarzburg-Sondershausen (1681–1751) | Herzog Adolf Friedrich II. von Mecklenburg-Strelitz (1658–1708) ⚭ 1705 Emilie von Schwarzburg-Sondershausen (1681–1751)      | Herzog Ernst Friedrich I. von Sachsen-Hildburghausen (1681–1724) ⚭ 1704 Sophia Albertine von Erbach-Erbach (1683–1742) | Herzog Ernst Friedrich I. von Sachsen-Hildburghausen (1681–1724) ⚭ 1704 Sophia Albertine von Erbach-Erbach (1683–1742) |
| Groß- eltern                                   | Prinz Friedrich Ludwig (1707–1751) ⚭ 1736 Augusta von Sachsen-Gotha-Altenburg (1719–1772) | Prinz Friedrich Ludwig (1707–1751) ⚭ 1736 Augusta von Sachsen-Gotha-Altenburg (1719–1772)                      | Prinz Friedrich Ludwig (1707–1751) ⚭ 1736 Augusta von Sachsen-Gotha-Altenburg (1719–1772)                               | Prinz Friedrich Ludwig (1707–1751) ⚭ 1736 Augusta von Sachsen-Gotha-Altenburg (1719–1772)                           | Herzog Karl zu Mecklenburg (1708–1752) ⚭ 1735 Elisabeth Albertine von Sachsen-Hildburghausen (1713–1761)                | Herzog Karl zu Mecklenburg (1708–1752) ⚭ 1735 Elisabeth Albertine von Sachsen-Hildburghausen (1713–1761)                     | Herzog Karl zu Mecklenburg (1708–1752) ⚭ 1735 Elisabeth Albertine von Sachsen-Hildburghausen (1713–1761)               | Herzog Karl zu Mecklenburg (1708–1752) ⚭ 1735 Elisabeth Albertine von Sachsen-Hildburghausen (1713–1761)               |
| Eltern                                         | König Georg III. (1738–1820) ⚭ 1761 Sophie Charlotte von Mecklenburg-Strelitz (1744–1818) | König Georg III. (1738–1820) ⚭ 1761 Sophie Charlotte von Mecklenburg-Strelitz (1744–1818)                      | König Georg III. (1738–1820) ⚭ 1761 Sophie Charlotte von Mecklenburg-Strelitz (1744–1818)                               | König Georg III. (1738–1820) ⚭ 1761 Sophie Charlotte von Mecklenburg-Strelitz (1744–1818)                           | König Georg III. (1738–1820) ⚭ 1761 Sophie Charlotte von Mecklenburg-Strelitz (1744–1818)                               | König Georg III. (1738–1820) ⚭ 1761 Sophie Charlotte von Mecklenburg-Strelitz (1744–1818)                                    | König Georg III. (1738–1820) ⚭ 1761 Sophie Charlotte von Mecklenburg-Strelitz (1744–1818)                              | König Georg III. (1738–1820) ⚭ 1761 Sophie Charlotte von Mecklenburg-Strelitz (1744–1818)                              |
| Edward, Duke of Kent and Strathearn            |                                                                                           | | | | | | | |